# Institut de France
Het Institut de France is een Frans wetenschappelijk instituut dat werd opgericht op 25 oktober 1795. Het is gevestigd in het gebouw van het voormalige Collège des Quatre-Nations aan de Quai de Conti in het 6e arrondissement van Parijs.
Het instituut is samengesteld uit verschillende instituten: de Académie française (40 leden), de Académie des inscriptions et belles-lettres (55 leden), de Académie des sciences (262 leden), de Académie des beaux-arts (59 leden) en de Académie des sciences morales et politiques (50 leden). Er zijn musea, historische monumenten, Franse en buitenlandse landgoederen aan het Institut de France nagelaten.

## De vijf academies
- De Académie française; in 1635 opgericht door Richelieu
- De Académie des inscriptions et belles-lettres; in 1663 opgericht door Colbert
- De Académie des sciences; in 1666 opgericht door Colbert
- De Académie des sciences morales et politiques; in 1795 opgericht door de Nationale Conventie
- De Académie des beaux-arts; in 1816 opgericht door Lodewijk XVIII

Van 2006 tot 2017 was Gabriel de Broglie, lid van de Académie française en de Académie des sciences morales et politiques, de kanselier van het instituut. Hij werd op 1 januari 2018 opgevolgd door Xavier Darcos, eveneens lid van de Académie française en van de Académie des sciences sociales et politiques.

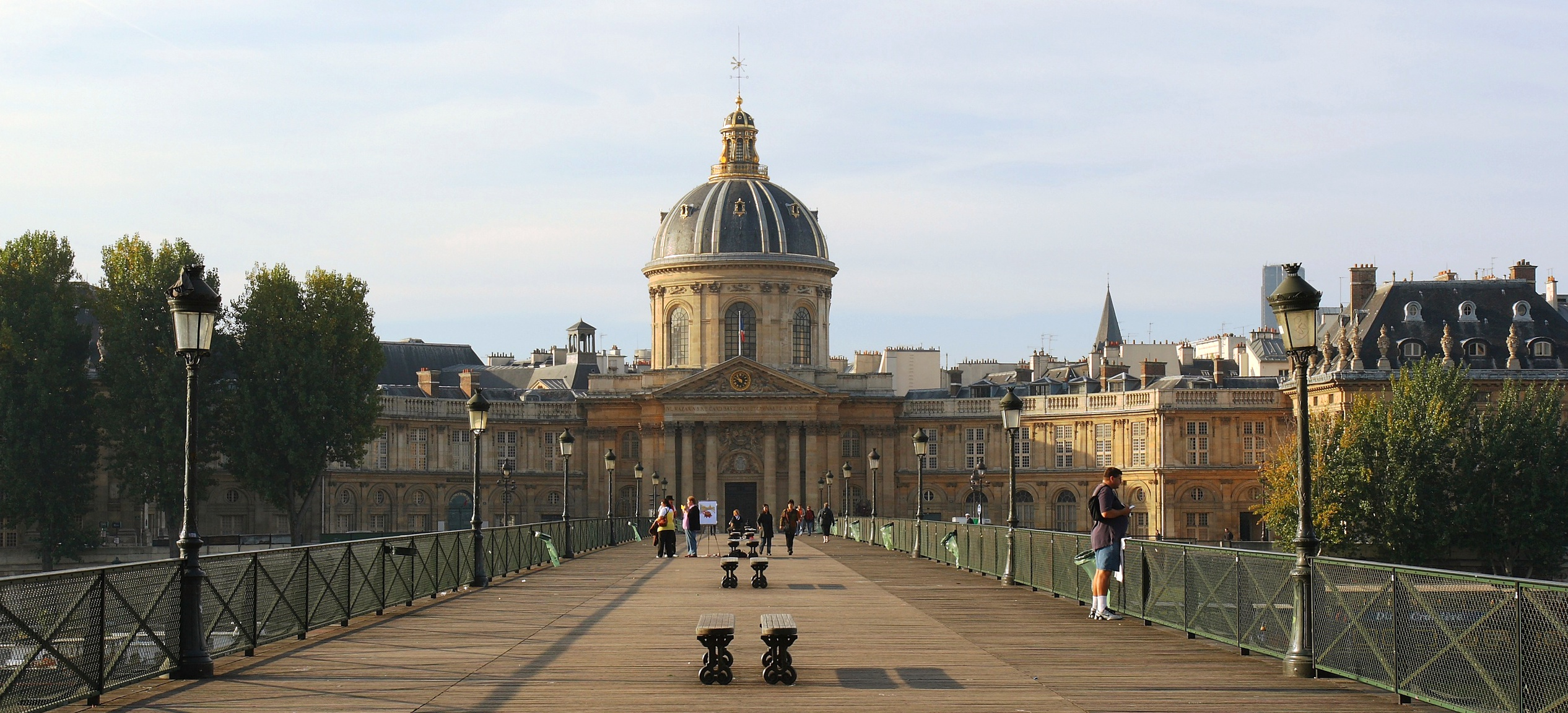
Het Institut de France gezien vanaf de pont des Arts
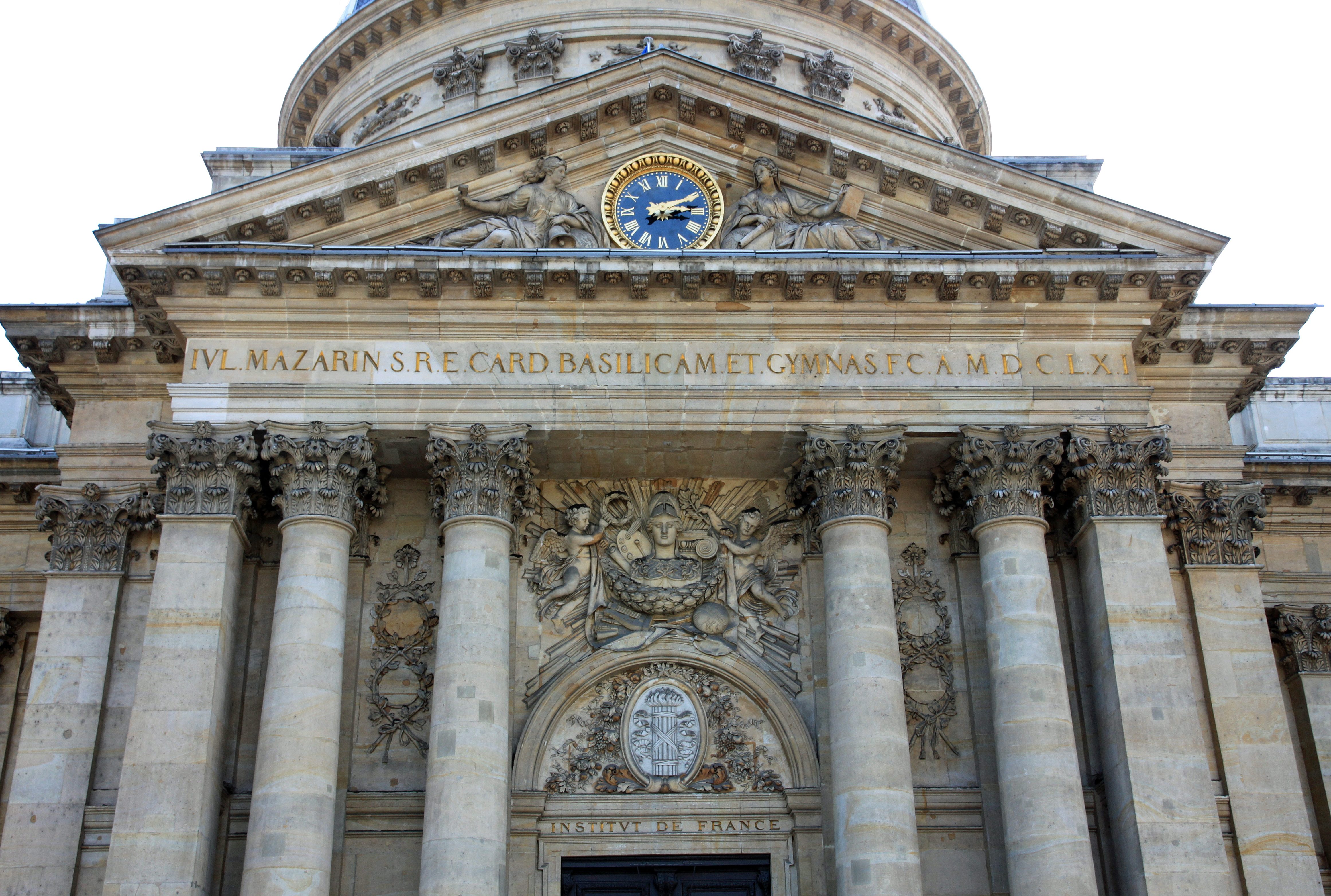
Détail van de façade aan de Quai de Conti
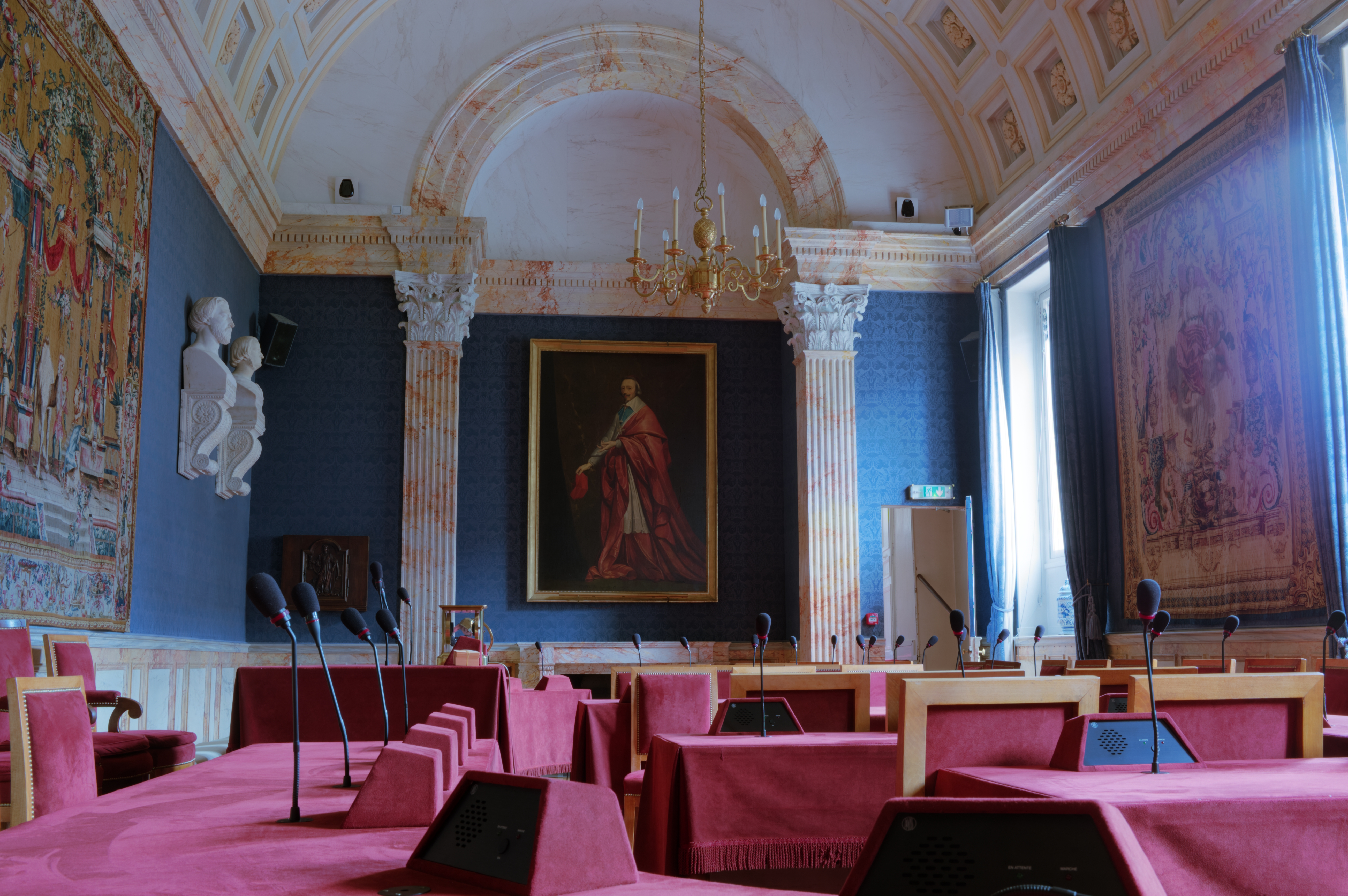
Kleine vergaderzaal
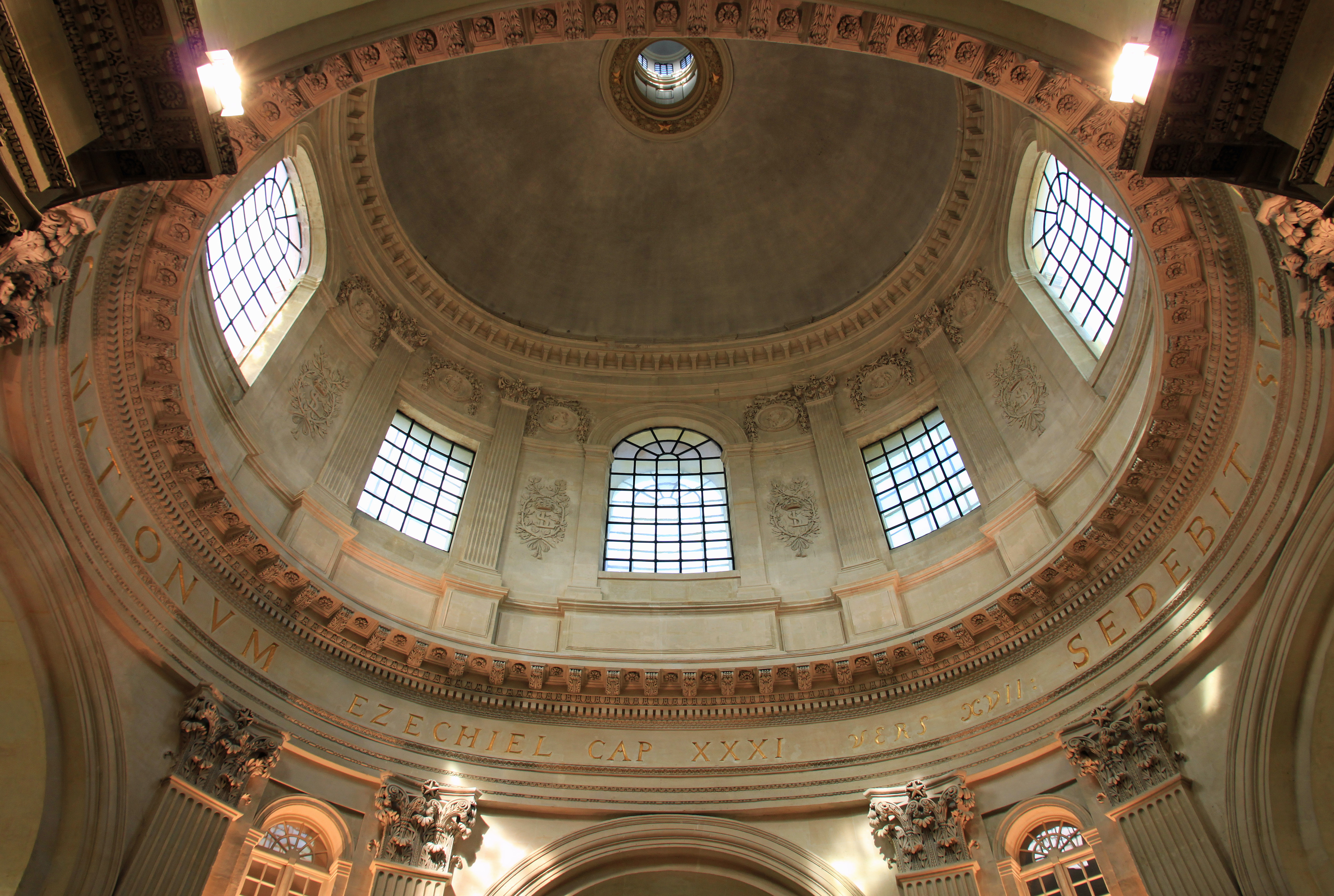
De binnenkant van de koepel van het instituut

## Geschiedenis van het gebouw
In zijn testament vroeg kardinaal Mazarin in 1661 zijn fortuin aan te wenden om - onder auspiciën van koning Lodewijk XIV - een college op te richten waar zestig mannen konden samenkomen voor gratis onderwijs. De mannen die dit onderwijs mochten volgen, waren afkomstig uit de vier landen die na de vrede van Westfalen (1648) en de vrede van de Pyreneeën (1659) onder het gezag van de koning vielen. Minister van Financiën Jean-Baptiste Colbert gaf architect Louis le Vau opdracht om de bouwplannen op te stellen voor de bouw van een college ter hoogte van het Cour carrée (de binnenplaats) van het Louvre aan de andere kant van de Seine. Het college werd tussen 1662 en 1688 gebouwd.
In 1796 werd in het gebouw de ‘École centrale des Quatre-Nations’ gehuisvest. De school werd in 1802 opgeheven en in 1805 vestigde het Institut de France zich, op verzoek van Napoleon, in het gebouw. Architect Antoine Vaudoyer verbouwde de kapel tot een vergaderzaal voor de Académies. In de 19e eeuw werd aan de tweede binnenplaats een nieuwe vleugel toegevoegd die de twee al bestaande gebouwen met elkaar verbond. Deze vleugel werd in 1846 in gebruik genomen en werd vernoemd naar zijn architect, Hippolyte Lebas. De vleugel bood plaats aan twee vergaderzalen die gebruikt werden voor de vergaderingen van de academies. Het gebouw waarin het Institut de France is gehuisvest, staat sinds 1862 op de lijst van rijksmonumenten.
Het Franse nationaal instituut voor preventief archeologisch onderzoek (Inrap) bemoeide zich tussen september en december 2015 met de plannen om een auditorium te bouwen. Tijdens opgravingen werden delen van een verdedigingsmuur uit de tijd van Filips II van Frankrijk gevonden, waaronder een muur van een gevel met twee hoekpaviljoens, een toren en een slotgracht uit de tijd van Karel V.

## Geschiedenis
De Franse Republiek - die de Koninklijke academies had afgeschaft - stelde in de Franse grondwet van 1795 het volgende: Er is voor de hele Republiek een nationaal instituut dat ontdekkingen bundelt en de kunst en wetenschap perfectioneert. De 'wet op de organisatie van het publieke onderwijs' (van 25 oktober 1795) voorzag in een nationaal instituut voor wetenschap en kunst om 'de wetenschap en kunst te perfectioneren middels ononderbroken onderzoek, door publicatie van ontdekkingen via correspondentie met genootschappen van wetenschappers in binnen- en buitenland en door wetenschappelijke en literaire werken te volgen die tot nut en glorie van de Republiek zouden kunnen zijn.’ Een volgende wet (van 4 april 1796) werkte het reglement van het nieuwe instituut verder uit, met name het gedeelte over de werkzaamheden (werkzittingen, openbare vergaderingen, het toekennen van prijzen). Het instituut was toen in handen van de Ideologen, een door Destutt de Tracy geleide groep die zich afzette tegen de voormalige academici en die een filosofische wetenschap voorstond, mythen en obscurantisme wilde verdrijven.
Het nieuwe Institut de France werd in drie afdelingen verdeeld:
1. Een afdeling fysica en mathematica
2. Een afdeling morele en politieke wetenschappen
3. Een afdeling literatuur en schone kunsten

De afdeling morele en politieke wetenschappen bleek echter niet erg loyaal te zijn aan het Consulaat (Frankrijk). Bij besluit van 24 januari 1803 werd die weer afdeling opgeheven en werd de derde afdeling in drieën verdeeld. Sindsdien waren de afdelingen als volgt:
1. De afdeling fysica en mathematica
2. De afdeling Franse taal en literatuur
3. De afdeling oude talen en geschiedenis
4. De afdeling van de schone kunsten

In 1816 reorganiseerde Lodewijk XVIII het instituut door bemiddeling van zijn minister van Binnenlandse Zaken, Vincent-Marie Viénot, graaf de Vaublanc. Deze reorganisatie werd overigens als voorwendsel gebruikt om bepaalde leden uit te sluiten. De naam 'Académie' raakte opnieuw in gebruik om de verschillende afdelingen aan te geven: de namen ‘Académie française’, ‘Académie des inscriptions et belles-lettres’ en ‘Académie des sciences’ werden opnieuw aangenomen en de vierde afdeling kreeg de naam ‘Académie des beaux-arts’. Door bij besluit van 26 oktober 1832 de ‘Académie des sciences morales et politiques’ in ere te herstellen gaf Lodewijk-Filips I het Institut de huidige samenstelling.

## Organisatie
Het officiële logo van het Institut de France laat het rechterprofiel van een portret van de godin Minerva zien. Zij symboliseert wijsheid, intelligentie en verstand. Volgens de Romeinse mythologie is Minerva de dochter van Jupiter. Zij zou - nadat Vulcanus met een bijl de schedel van Jupiter had ingeslagen - gekleed in wapenuitrusting uit de schedel van Jupiter gekomen zijn.
Het instituut bestaat uit de volgende organen:
- De kanselier; gekozen voor drie jaar door de centrale bestuurscommissie en benoemd door de president van de Republiek;
- De centrale bestuurscommissie; bestaande uit de zes secretarissen voor het leven en twee per academie gekozen afgevaardigden;
- De algemene vergadering; met alle zittende leden van elke academie behalve de 'Académie des sciences' die vijftig leden afvaardigt;
- Het dagelijks bestuur; bestaande uit de voorzitter, de kanselier, de secretarissen voor het leven, de directeur van de 'Académie française' en de voorzitters van de andere academies;
- De voorzitter; jaarlijks een andere voorzitter van een van de academies. De voorzitter leidt voornamelijk de openbare jaarvergadering - die jaarlijks symbolisch plaatsvindt op de dichtstbijzijnde dinsdag bij 25 oktober (de oprichtingsdatum van het instituut) - en, sinds 2005, de junivergadering wanneer de prijzen aan de stichtingen van het instituut worden uitgereikt. In 2017 is de secretaris voor het leven van de 'Académie française', Hélène Carrère d’Encausse, de voorzitter van het Institut.
- Technische commissies, speciale commissies en jury’s.

De belangrijkste instanties voor het dagelijks functioneren van het instituut zijn echter de kanselier en de centrale bestuurscommissie. De kanselier heeft gezag over het personeel, regelt inkomsten en uitgaven, vertegenwoordigt het instituut juridisch en bij het sluiten van overeenkomsten. De centrale bestuurscommissie fungeert als vergadering met beslissingsrecht: zij neemt budgetten en wijzigingen aan, evenals andere financiële beschikkingen, betaalt voor het gebruik van de ruimtes, enzovoort.

## Bibliotheken
Vier onderzoeksbibliotheken maken deel uit van het Institut de France:
- de bibliotheek van het instituut zelf
- De bibliothèque Mazarine in Parijs (de oudste openbare bibliotheek van Frankrijk)
- de bibliotheek van de Fondation Dosne (Bibliothèque Thiers) in Parijs
- de bibliotheek van het musée Condé in Chantilly

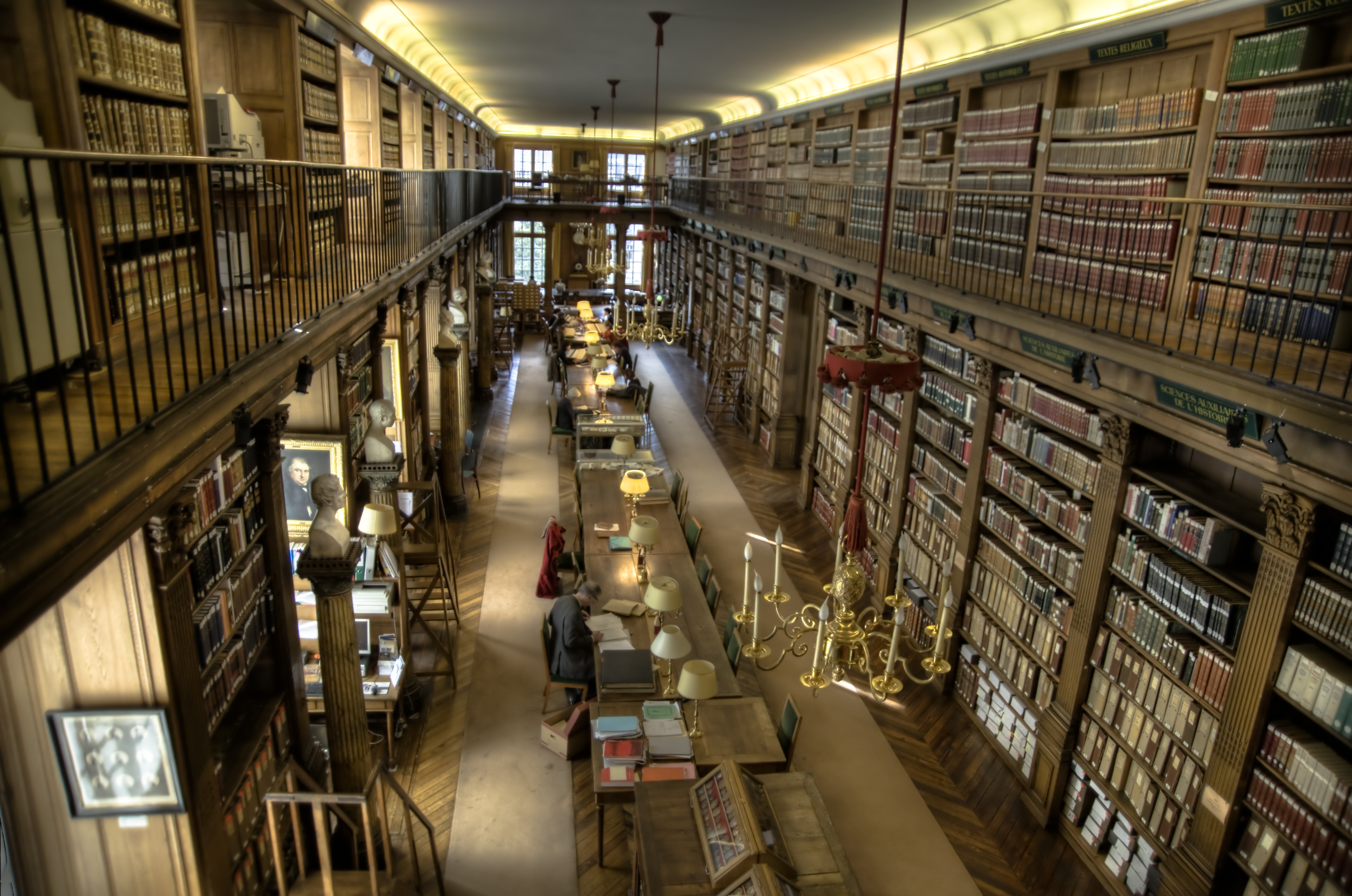
De bibliotheek van het Institut de France.
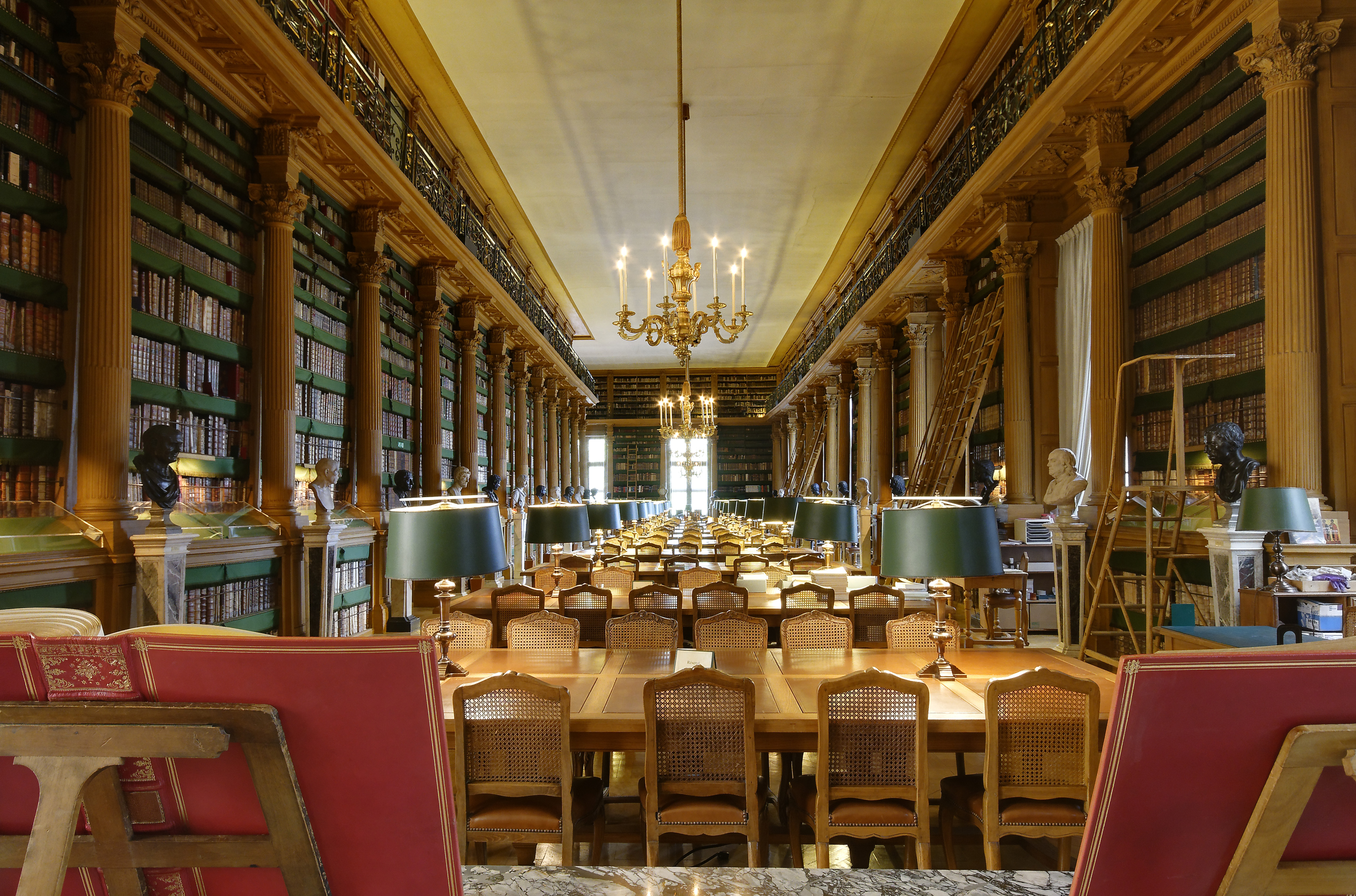
De Mazarine-bibliotheek.
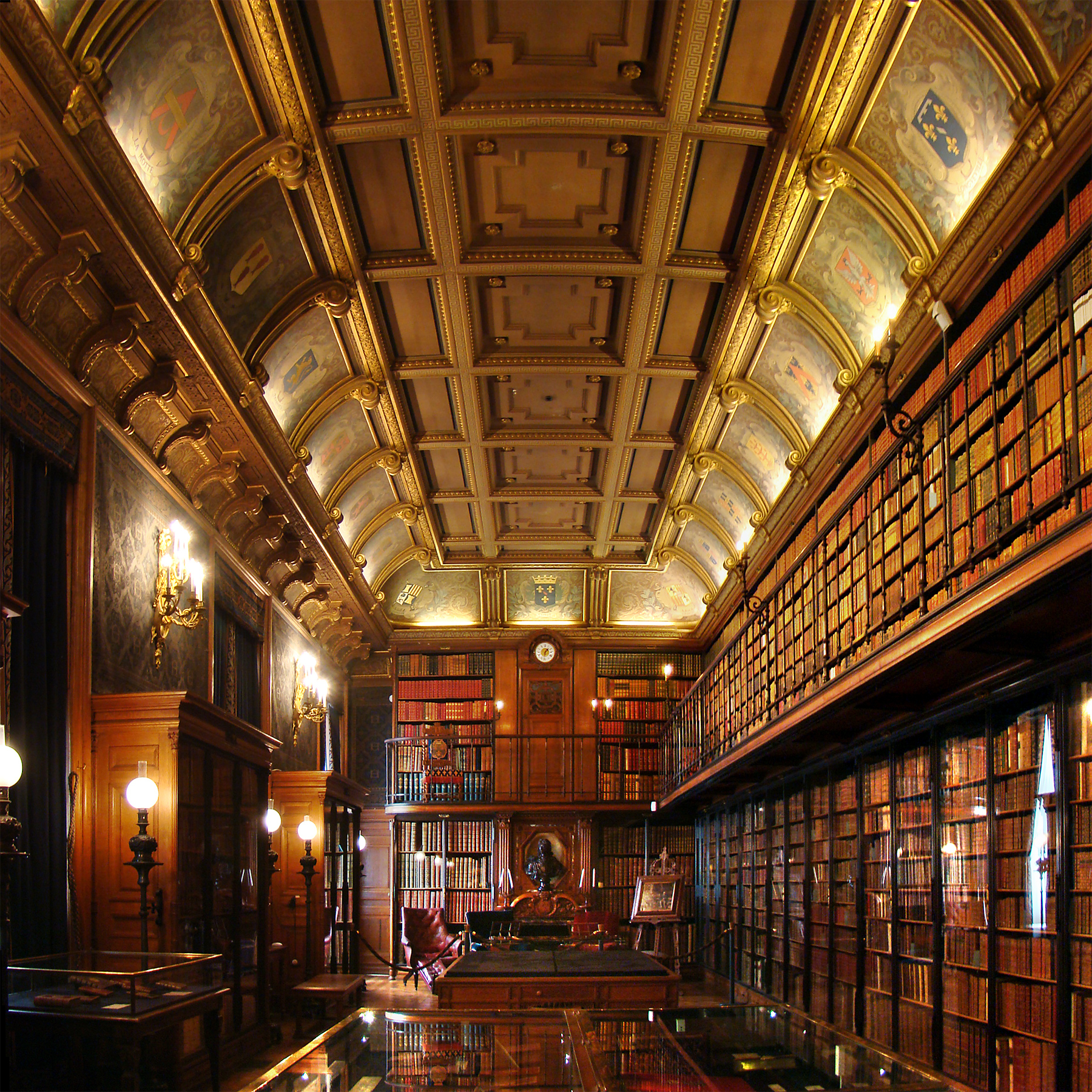
Bibliotheek van het Musée Condé in Chantilly

## Stichtingen van het Institut de France
Verschillende mensen, meestal Academici, hebben giften of erfenissen, in de vorm van eigendommen, kastelen, ambtswoningen, onroerend goed of ook kunstwerken, nagelaten aan het Institut, op voorwaarde dat deze zorg draagt voor het voortbestaan van dit bezit. Het Institut de France heeft deze erfenissen ondergebracht in stichtingen die belast zijn met het beheer ervan. De belangrijkste en oudste stichting is die van Aumale, opgericht naar aanleiding van de nalatenschap in 1886 door Hendrik van Orléans (1822-1897). De erfenis werd in 1897 volledig eigendom van het Institut. Die stichting bestaat uit het Chantilly-domein dat het Kasteel van Chantilly, de collecties van Museum Condé, het Bos van Chantilly en ook verscheidene onroerende zaken in de omgeving van Chantilly omvat. Het geheel wordt beheerd door een beheerder en door een college van conservators van Museum Condé, bestaande uit drie leden van drie verschillende Académies. In 2005 heeft het Institut het beheer van het kasteel en de grote stallen overgedragen aan de stichting voor behoud van het Domein van Chantilly.
Andere erfenissen waren:
- In 1904, het Kasteel van Langeais (nalatenschap van Jacques Siegfried)
- In 1905, de bibliotheek van Thiers (nalatenschap van Félicie Dosne)
- In 1912, het Jacquemart-hotel in Parijs (sindsdien museum Jacquemart-André) en de abdij van Chaalis in de Oise (nalatenschap van Nélie Jacquemart)
- In 1919, het Maison de l’Institut de France in Londen (nalatenschap van Edmond de Rotschild)
- In 1920, het Herenhuis van Kérazan (nalatenschap van Joseph Astor)
- In 1928, een erfenis van Théodore Reinach, Villa Kérylos, die in 1967 volledig eigendom werd van de stichting Théodore Reinach
- In 1997, het kasteel van Braux-Sainte-Cohière (nalatenschap van André Bussinger)

Andere eigendommen werden direct aan de Académies nagelaten: het Kasteel van Abbadie door Antoine d’Abbadie d’Arrast in 1897, en ook het huis van Louis Pasteur te Arbois (1992), beide ten gunste van de Académie des sciences. De Académie des beaux-arts kreeg in 1932 van kunsthistoricus Paul Marmottan het Musée Marmottan Monet, in 1934 de villa Ephrussi van Béatrice Ephrussi de Rotschild en in 1966 het huis van Claude Monet in Giverny. De Académie française erfde in 1985 het Kasteel van Castries.

## Canal Académie
Canal Académie is een aan het Institut de France verbonden webradio. Deze werd in januari 2004 opgericht door Jean Cluzel, oud-parlementariër en oud-secretaris voor het leven van de 'Académie des sciences morales et politiques' (1999-2004) met steun van Pierre Messmer, destijds kanselier van het Institut. Canal Académie startte vanaf 26 januari 2005 met uitzenden.